# Flexopecten felipponei
Flexopecten felipponei is een tweekleppigensoort uit de familie van de Pectinidae. De wetenschappelijke naam van de soort is voor het eerst geldig gepubliceerd in 1922 door Dall.